# Spinone al Lago
Spinone al Lago ist eine italienische Gemeinde (comune) mit 991 Einwohnern (Stand 31. Dezember 2023) in der Provinz Bergamo in der Lombardei.

## Geographie
Spinone al Lago liegt etwa 30 km nordöstlich von Bergamo am Westufer des Lago di Endine in den Bergamasker Alpen. Die Nachbargemeinden sind Bianzano, Casazza, Gaverina Terme, Monasterolo del Castello und Ranzanico.

## Geschichte
Die Gemeinde hieß bis vor wenigen Jahrzehnten Spinone dei castelli. Im Mittelalter hat die Familie Suardi die Geschichte der Gemeinde beeinflusst.

## Sehenswürdigkeiten
Das Kastell stammt aus dem 15. Jahrhundert. Die Kirche San Pietro in Vincoli stammt vermutlich aus dem 11. Jahrhundert, ein genaues Datum ist nicht bekannt.

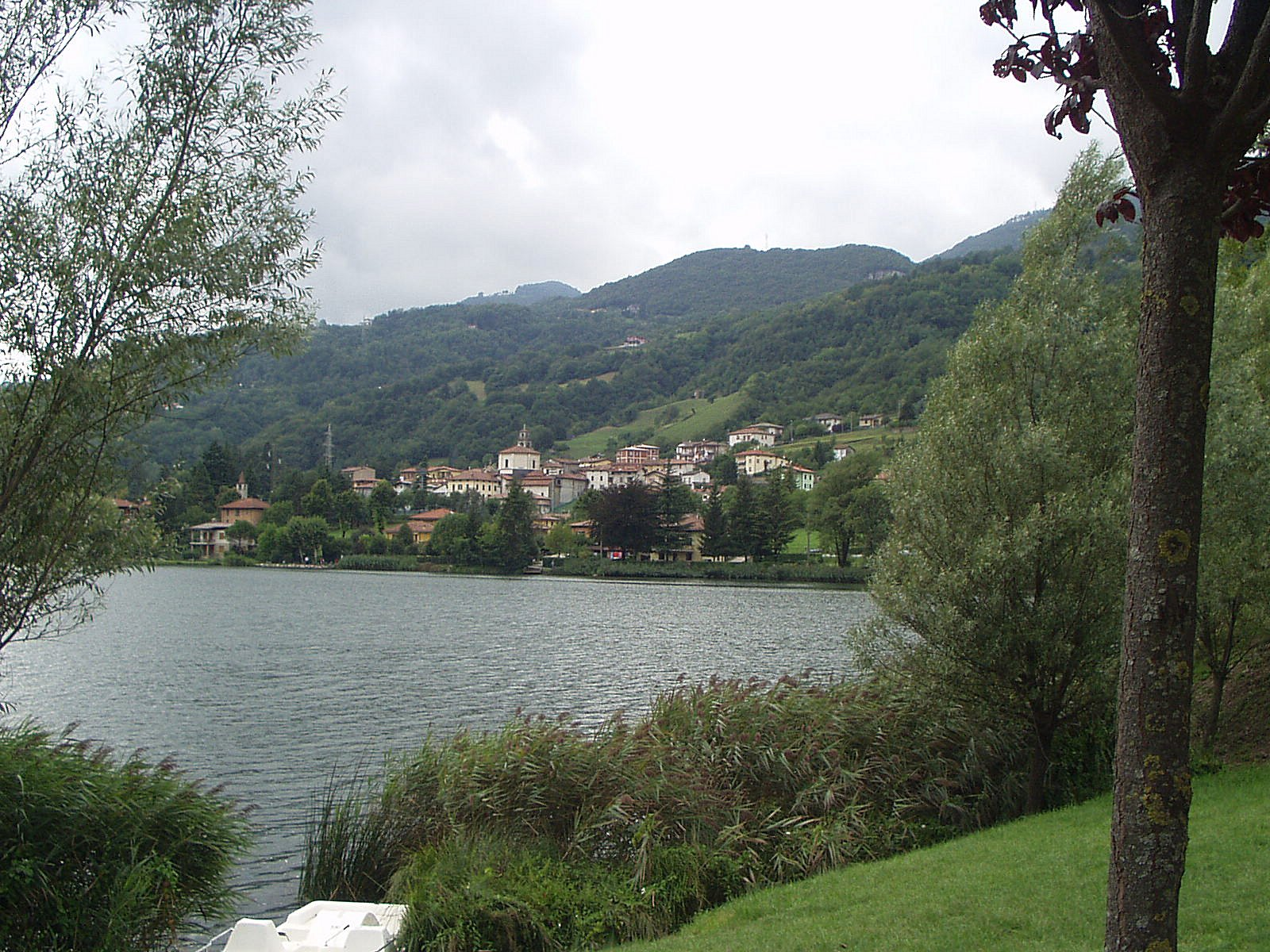
Spinone al Lago mit dem Lago di Endine
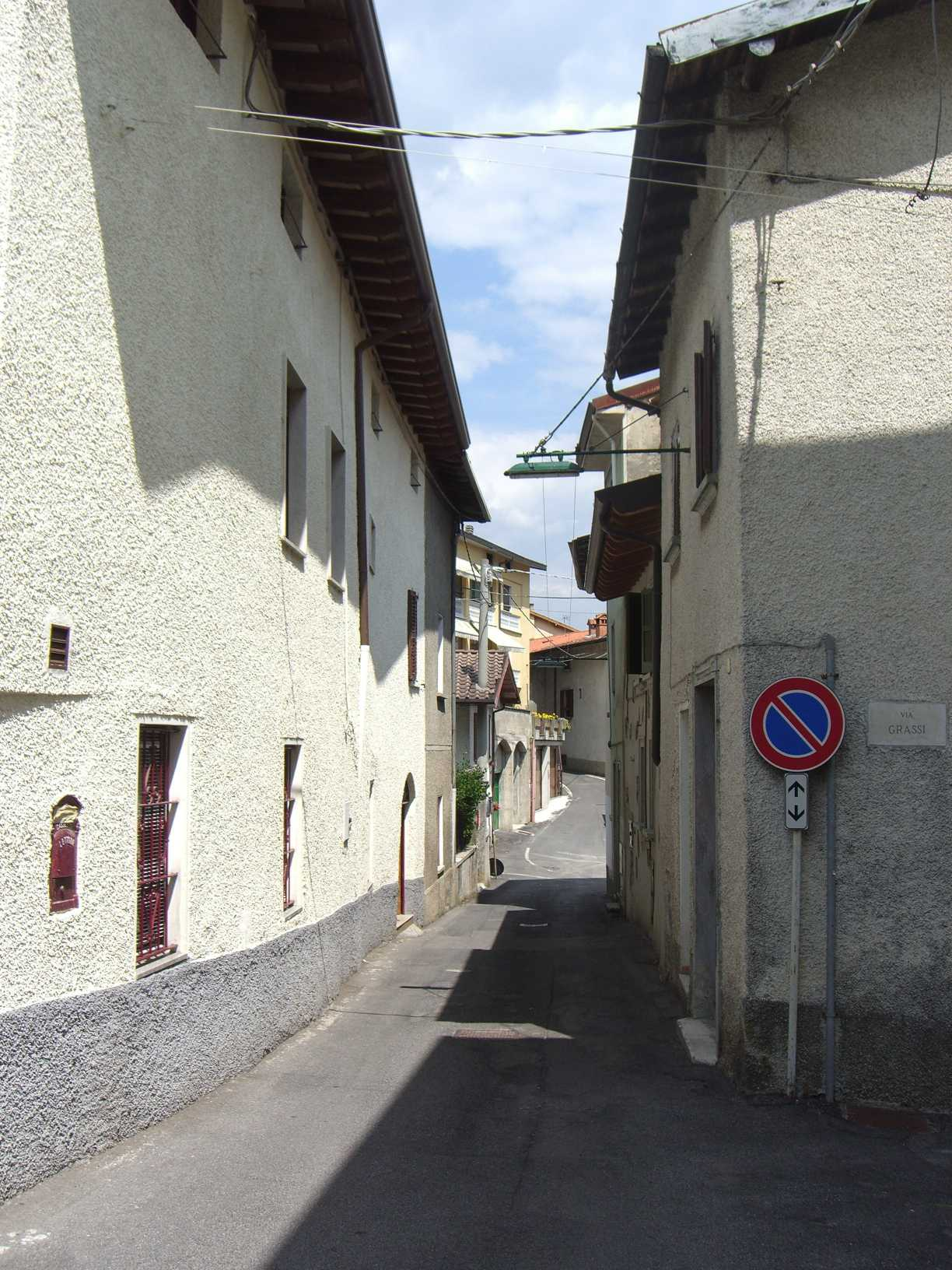
Historischer Ortskern
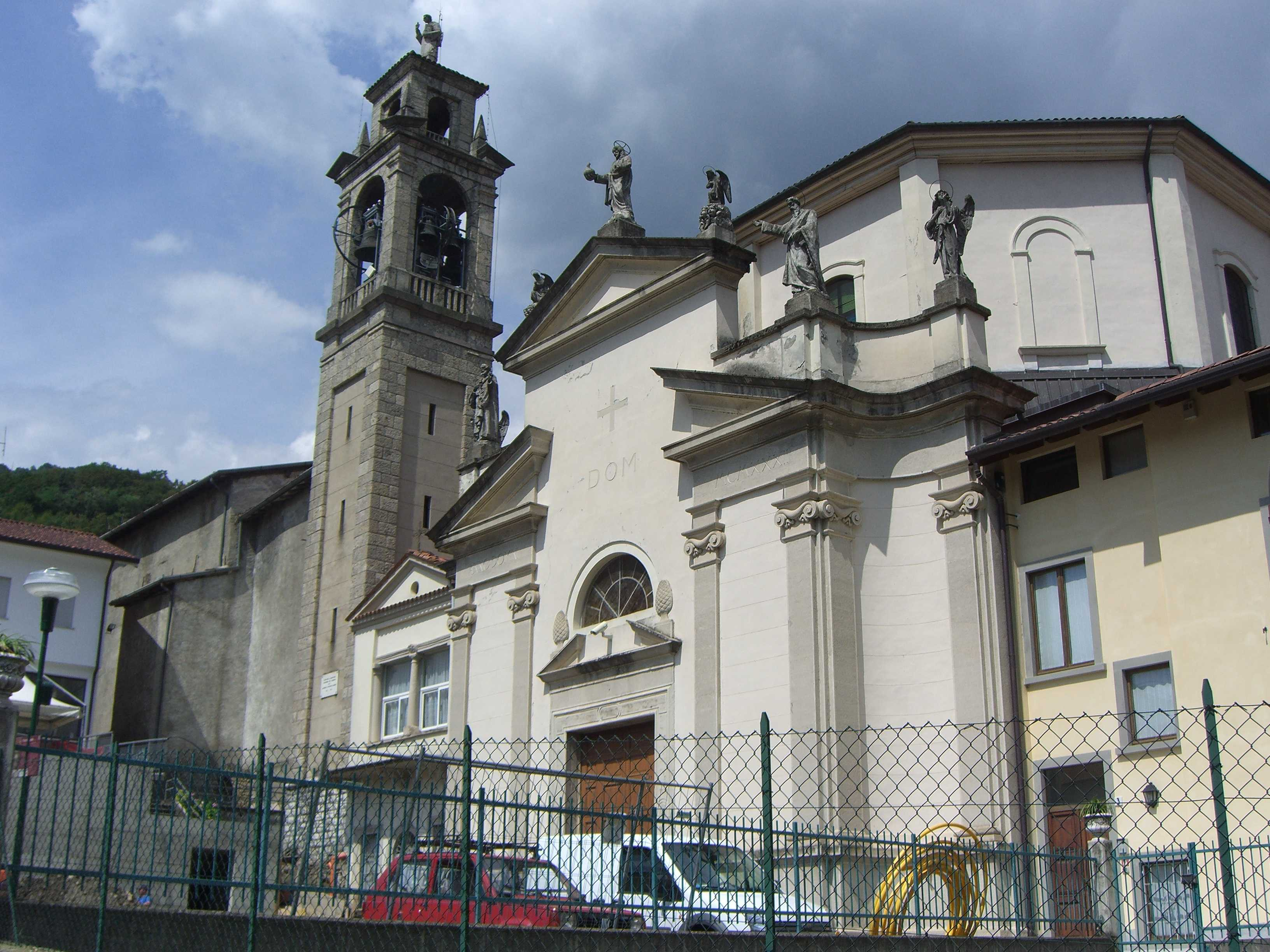
Santi Pietro e Paolo
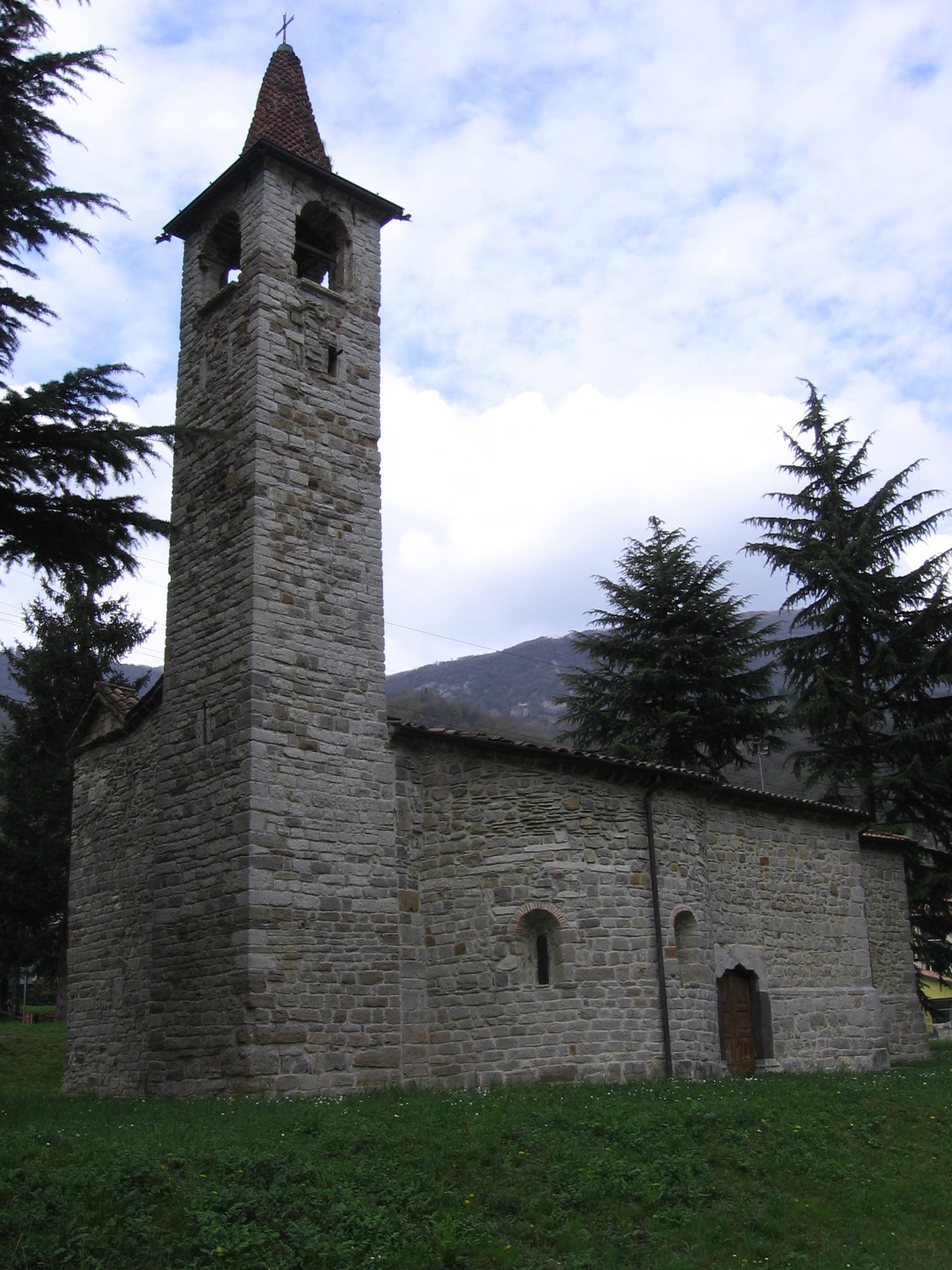
Santuario San Pietro in Vincoli